# Florida Cup de 2021
Florida Cup de 2021 (em português: Torneio da Flórida de 2021) será a sétima edição deste torneio amistoso anual realizado na Flórida, Estados Unidos. A competição é uma parceria com o Universal Orlando Resort e a Adidas. Devido à pandemia de COVID-19, o torneio foi agendado para julho em vez de janeiro.
As equipes originalmente programadas para o torneio eram os clubes ingleses Everton e Arsenal, o clube italiano Inter de Milão e o clube colombiano Millonarios. Em 20 de julho, o Arsenal anunciou sua retirada devido a testes positivos de COVID-19 entre sua equipe técnica, e o Inter de Milão retirou-se citando preocupações sobre o aumento de casos de COVID-19 na Flórida.
A UNAM, do México, e o Atlético Nacional, da Colômbia, foram adicionadas ao calendário para enfrentar Everton e Millonarios pela segunda partida em uma partida dupla em 28 de julho. Foi decidido que o vencedor da partida de abertura entre Everton e Millonarios seria declarado vencedor do torneio. Everton derrotou Millonarios por 10–9 nos pênaltis após um empate por 1–1.

## Participantes
| País       | Clube             | Cidade           | Confederação | Liga           |
| ---------- | ----------------- | ---------------- | ------------ | -------------- |
| Colômbia   | Millonarios       | Bogotá           | CONMEBOL     | Primera A      |
| Colômbia   | Atlético Nacional | Medellín         | CONMEBOL     | Primera A      |
| México     | Pumas             | Cidade do México | CONCACAF     | Liga MX        |
| Inglaterra | Everton           | Liverpool        | UEFA         | Premier League |

## Classificação
| Pos. | Clube             | Pts | J | V | E | D |
| ---- | ----------------- | --- | - | - | - | - |
| 1    | Everton           | 5   | 2 | 1 | 1 | 0 |
| 2    | Millonarios       | 1   | 2 | 0 | 1 | 1 |
| 3    | Atlético Nacional | 3   | 1 | 1 | 0 | 0 |
| 4    | Pumas             | 0   | 1 | 0 | 0 | 1 |

- Regras de classificação: O vencedor da partida entre Everton e Millonarios classificado como campeão do torneio.[5]

## Jogos

### Final
| 25 de julho   | Everton  | 1 – 1     | Millonarios | Camping World Stadium, Orlando |
| 06:00 (UTC−5) | Gray 64' | Relatório | 19' Llinás  | Árbitro: USA Elvis Osmanovic   |

|                                                                               |      | Penalidades                                                                  |  |
| Keane Gray Gordon Gomes Broadhead Gbamin Gibson Kenny Davies Anderson Begović | 10–9 | Pereira Márquez Vargas Abadía Ruiz Guerra García Bertel Murillo Román Moreno |  |

### Jogos amigáveis
| 28 de julho   | Everton  | 1 – 0 | Pumas | Camping World Stadium, Orlando |
| 06:00 (UTC−5) | Kean 19' |       |       |                                |

| 28 de julho   | Millonarios    | 2 – 3 | Atlético Nacional           | Camping World Stadium, Orlando |
| 08:45 (UTC−5) | Silva 25', 33' |       | 6' Barrera · 31', 44' Álvez |                                |

## Premiação
| Florida Cup de 2021          |
| Inglaterra                   |
| ---------------------------- |
| Everton Campeão (1.º título) |